# Synergie (entreprise)
Pour les articles homonymes, voir Synergie (homonymie).
Synergie est un groupe français spécialisé dans les secteurs du travail temporaire (intérim), du recrutement,de la formation et des conseils RH. Né du rapprochement entre ETA (Europe Technique Assistance) fondé par Daniel Augereau en 1969 et SIDERGIE créé par Henry Vaney Barande en 1971, Synergie est présent dans 17 pays grâce à un réseau de 800 agences et 5 000 collaborateurs permanents[réf. nécessaire].
Coté à la bourse de Paris et membre de l’indice Euronext, Synergie réalise un chiffre d’affaires de 2,91 milliards d’euros en 2020.

## Historique
L'entreprise est née du rapprochement de la société ETA (Europe Technique Assistance) fondée par Daniel Augereau en 1969 et de SIDERGIE, créée en 1971 par Henri Vaney-Barande. Elle est spécialisée dans la délégation de personnel pour les secteurs de la mécanique, ainsi que des constructions aéronautiques et navales.
En 1984, le groupe est inscrit au Hors-Côte de la Bourse de Paris. La marque Synergie et son logo sont enregistrés en 1989.
La société s'internationalise dans les décennies qui suivent. En 1993, c'est la 1re Implantation de Synergie à l’étranger, à Prague, en République tchèque. En 1996, un réseau d'agences est mis en place en Espagne, puis en 1999 en Italie et en Slovaquie. En 2003, Synergie s'implante au Portugal et au Luxembourg.
En 2001, la société acquiert Intersearch France, cabinet de recrutement et de réseaux en Belgique et au Canada.
2005 est marquée par l'ouverture au marché du recrutement et du placement par la loi de programmation pour la cohésion sociale du 18 janvier 2005. Le chiffre d’affaires est de près d’un milliard d'euros.
Les implantations à l'étranger continuent dans les années 2000. En 2006, Synergie s'implante au Royaume-Uni par acquisition de la société Acorn. En 2008, elle s'implante aux Pays-Bas et en Suisse, puis en 2011, en Allemagne.
En 2012, elle crée une activité en Australie. En 2017, Le Groupe Synergie est présent dans 16 pays, et acquiert la société Völker en Autriche. En 2018, le Groupe Synergie acquiert la société informatique DCS et se diversifie ainsi dans les services numériques.
En 2019, le Groupe Synergie développe une nouvelle marque, S&you, spécialisée dans le recrutement d'experts et cadres, et s'implante en Chine.
Synergie est, en 2018, la 5e entreprise du secteur en France et en Europe (derrière le suisse Adecco, l'américain Manpower, le néerlandais Randstad, et le français Crit).

En juin 2021, Daniel Augereau a quitté ses fonctions, remplacé par Victorien Vaney, l'un des deux fils de l'actionnaire majoritaire.
Elle est cotée à la bourse de Paris et membre de l’indice Euronext Paris compartiment B.
L'entreprise est très investie sur les questions de handicap,, de formation de ses employés ou sur des nouvelles formes de recrutement alliant sport et entretien d'embauche. Par ailleurs, elle a eu un contentieux important avec l'Union de recouvrement des cotisations sociales, l'Urssaf, de Loire-Atlantique, à la suite d'un contrôle ayant détecté des anomalies. Le contentieux portait sur des cotisations sociales de 1995 à 1999, des redressements que le groupe de travail temporaire a toujours contestés. Cette affaire a fait l'objet d'une négociation.

## Actionnariat
La société est détenue à 69,1% par Synergie Investment 

## Principales filiales du groupe en France
Les principales filiales du groupe, implantées en France, sont :
- S&you : cabinet de recrutement spécialisé dans le segment du recrutement d'experts et de cadres ;
- Synergie Care : délégation de personnel médical et paramédical au sein des hôpitaux publics, privés et spécialisés, cliniques, maisons de retraites et entreprises ;
- Synergie Executive : cabinet international de Conseil RH dédié aux C-Levels, met à disposition des décideurs et des talents une offre globale de services RH et accompagne les entreprises de toutes tailles, dans tous les secteurs d’activité ;
- Dialogue & Compétences : accompagnement des entreprises sur des problématiques RH.

## Sponsoring
La société Synergie, créée à Nantes, est l'un des principaux partenaires du FC Nantes depuis 1997.